# Atractaspis engaddensis
Espèce
Statut de conservation UICN

 LC  : Préoccupation mineure
Atractaspis engaddensis est une espèce de serpents de la famille des Lamprophiidae.

## Répartition
Cette espèce se rencontre :
- en Moyen-Orient ;
- au Sinaï en Égypte ;
- en Jordanie ;
- au Liban ;
- en Arabie saoudite;
- en Israel.

## Description
C'est un serpent venimeux. Son poison contient notamment la sarafotoxine, un peptide hautement toxique dont la séquence proche des endothélines lui confèrent un effet vasoconstricteur puissant : ses propriétés sur l'appareil vasculaire sont responsables d'une élévation brutale de la résistance vasculaire qu'opposent les vaisseaux sur la circulation du sang, conduisant à un état d'hypertension artérielle aiguë et gravidique, touchant également les artères coronaires et qui peut être à l'origine d'une coronopathie ischémique, entraînant un infarctus du myocarde massif. 

## Étymologie
Son nom d'espèce, composé de engadd[i] et du suffixe latin -ensis, « qui vit dans, qui habite », lui a été donné en référence au lieu de sa découverte, Ein Gedi, une oasis et une ancienne ville au bord de la rive occidentale de la mer Morte.

## Publication originale
- Haas, 1950 : A new Atractaspis (mole viper) from Palestine. Copeia, vol. 1950, n. 1, p. 52-53.